# AGATS2 (Insecure)
AGATS2 (Insecure) è un singolo del rapper statunitense Juice Wrld e della rapper trinidadiana Nicki Minaj, pubblicato postumo il 15 novembre 2024 come secondo estratto dal quinto album in studio The Party Never Ends.

## Descrizione
AGATS2 (Insecure) funge da sequel del singolo di Juice Wlrd All Girls Are the Same, pubblicato nel 2018.
Nella prima strofa della canzone, Juice Wrld dirige la propria attenzione al fidanzato della donna che ama, suggerendo persino di ucciderlo. L'ultimo verso della strofa, interpretato da Nicki Minaj, costituisce un chiaro riferimento al testo del suo featuring in My Chick Bad di Ludacris ("It's Friday the 13th and guess who playing Jason").

## Classifiche
| Classifica (2024) | Posizione massima |
| ----------------- | ----------------- |
| Canada            | 100               |
| Regno Unito       | 89                |
| Stati Uniti       | 68                |